# Wet Leg
Wet Leg — британская инди-рок-группа, состоящая из авторов-исполнителей Риан Тисдейл и Хестер Чамберс (англ. Hester Chambers). Они дебютировали в 2021 году с синглом «Chaise Longue». Дебютный альбом в 2022 году занял первое место в чарте альбомов Великобритании UK Albums Chart, австралийском чарте альбомов ARIA и ирландском чарте альбомов. Альбом был включен в шорт-лист премии Mercury Prize 2022 года. На 65-й ежегодной церемонии вручения премии «Грэмми» Wet Leg выиграли в двух номинациях, «Лучший альбом альтернативной музыки» за свой дебютный альбом и «Лучшее исполнение альтернативной музыки» за песню «Chaise Longue», а также были номинированы в категории «Лучший новый артист». Они также выиграли в номинации «Лучший новый артист» и «Лучшая британская группа» на церемонии вручения премии Brit Awards 2023 года.

## История
См. также «Wet Leg History» в английском разделе.

### Ранние годы
Уроженка Мерсисайда Риан Тисдейл переехала из Формби на остров Уайт, когда ей было восемь лет. В течение многих лет она выступала на острове Уайт как местный музыкант и пианистка, а до создания группы Wet Leg была известна под именем RHAIN и была связана с музыкальной сценой Бристоля. Как RHAIN, Тисдейл исполнила свою песню «Humdrum Drivel» в 2013 году. В 2014 году она была сфотографирована журналом Cosmopolitan во время посещения музыкального фестиваля на острове Уайт.

### 2019 — настоящее время
Тисдейл (Rhian Teasdale) и Чемберс (Hester Chambers) впервые встретились во время учебы в Platform One College of Music на острове Уайт. После десяти лет дружбы они в 2019 году создали группу под названием Wet Leg и затем подписали контракт с Domino Recording Company. Было дано несколько различных объяснений того, как возникло название группы. Согласно интервью, опубликованному в декабре 2021 году, они выбрали название, играя в игру по подбору различных комбинаций эмодзи. В интервью Diffus, опубликованном на YouTube в апреле 2022 года, группа заявила, что их название произошло от эпитета Isle of Wight для обозначения неместных жителей острова; о тех, кто переплыл Солент, чтобы попасть на остров, говорили, что у них мокрая нога, потому что они сошли с лодки. В интервью газете The Times, опубликованном в июле 2023 года, бывший барабанщик Даг Ричардс заявил, что название было случайно придумано его братом после того, как он неправильно расслышал потенциальное название группы «Wet Book».
Wet Leg получили три номинации на 65-ю ежегодную премию «Грэмми», в том числе «Лучший новый артист», «Лучшее исполнение альтернативной музыки» («Chaise Longue») и «Лучший альбом альтернативной музыки». 5 февраля 2023 года на Crypto.com Арене в Лос-Анджелесе, Wet Leg получили две премии «Грэмми» — за лучшее исполнение альтернативной музыки и лучший альбом альтернативной музыки. Wet Leg стали лучшим новым артистом и группой года на Brit Awards 2023, где они исполнили песню «Chaise Longue» вместе с танцевальной прог-труппой Morris.

## Дискография
См. также «Wet Leg discography» в английском разделе.

### Студийные альбомы
| Название    | Детали                                                                  | Высшая позиция в чартах | Высшая позиция в чартах | Высшая позиция в чартах | Высшая позиция в чартах | Высшая позиция в чартах | Высшая позиция в чартах | Высшая позиция в чартах | Высшая позиция в чартах | Высшая позиция в чартах | Высшая позиция в чартах | Сертификации   |
| Название    | Детали                                                                  | UK                      | AUS                     | GER                     | IRE                     | JPN                     | NLD                     | NZ                      | SWE                     | SWI                     | US                      | Сертификации   |
| ----------- | ----------------------------------------------------------------------- | ----------------------- | ----------------------- | ----------------------- | ----------------------- | ----------------------- | ----------------------- | ----------------------- | ----------------------- | ----------------------- | ----------------------- | -------------- |
| Wet Leg     | - Дата выпуска: 8 апреля 2022 - Лейбл: Domino - Форматы: CD, DD, LP, CS | 1                       | 1                       | 8                       | 4                       | 64                      | 10                      | 4                       | 59                      | 11                      | 14                      | - BPI: Золотой |
| Moisturizer | - Дата выпуска: 11 июля 2025 - Лейбл: Domino - Форматы: CD, DD, LP, CS  | 1                       | 4                       | 10                      | 22                      | 50                      | 6                       | 8                       | —                       | 10                      | 45                      |                |

## Награды и номинации
| Year | Награда                      | Категория                                        | Работа                                   | Результат | Ссылка        |
| ---- | ---------------------------- | ------------------------------------------------ | ---------------------------------------- | --------- | ------------- |
| 2022 | Libera Awards                | Breakthrough Artist/Release                      | «Chaise Longue»                          | Победа    | [ 35 ]        |
| 2022 | Libera Awards                | Video of the Year                                | «Chaise Longue»                          | Победа    | [ 35 ]        |
| 2022 | Libera Awards                | Best Sync Usage                                  | «Chaise Longue» in Gossip Girl episode 5 | Номинация | [ 35 ]        |
| 2022 | AIM Independent Music Awards | UK Independent Breakthrough                      | Wet Leg                                  | Победа    | [ 36 ]        |
| 2022 | AIM Independent Music Awards | PPL Award for Most Played New Independent Artist | Wet Leg                                  | Номинация | [ 36 ]        |
| 2022 | AIM Independent Music Awards | Best Independent Track                           | «Chaise Longue»                          | Номинация | [ 36 ]        |
| 2022 | MTV Video Music Awards       | Push Performance of the Year                     | «Chaise Longue»                          | Номинация | [ 37 ]        |
| 2022 | Mercury Prize                | Album of the Year                                | Wet Leg                                  | Номинация | [ 38 ]        |
| 2022 | UK Music Video Awards        | Best Rock Video — Newcomer                       | «Ur Mum»                                 | Номинация | [ 39 ]        |
| 2022 | UK Music Video Awards        | Best Rock Video — Newcomer                       | «Wet Dream»                              | Номинация | [ 39 ]        |
| 2022 | MTV Europe Music Awards      | Best Push                                        | Wet Leg                                  | Номинация | [ 40 ]        |
| 2023 | Grammy Awards                | Best New Artist                                  | Wet Leg                                  | Номинация | [ 8 ]         |
| 2023 | Grammy Awards                | Best Alternative Music Performance               | «Chaise Longue»                          | Победа    | [ 8 ]         |
| 2023 | Grammy Awards                | Best Alternative Music Album                     | Wet Leg                                  | Победа    | [ 8 ]         |
| 2023 | Brit Awards                  | British Album of the Year                        | Wet Leg                                  | Номинация | [ 41 ]        |
| 2023 | Brit Awards                  | Best New Artist                                  | Wet Leg                                  | Победа    | [ 41 ]        |
| 2023 | Brit Awards                  | Best British Group                               | Wet Leg                                  | Победа    | [ 41 ]        |
| 2023 | Brit Awards                  | Best British Rock/Alternative Act                | Wet Leg                                  | Номинация | [ 41 ]        |
| 2023 | Ivor Novello Awards          | Songwriter of the Year                           | Rhian Teasdale and Hester Chambers       | Победа    | [ 42 ] [ 43 ] |
| 2023 | Libera Awards                | Record of the Year                               | Wet Leg                                  | Победа    | [ 44 ] [ 45 ] |
| 2023 | Libera Awards                | Best Alternative Rock Record                     | Wet Leg                                  | Победа    | [ 44 ] [ 45 ] |
| 2023 | Libera Awards                | Marketing Genius                                 | Wet Leg                                  | Победа    | [ 44 ] [ 45 ] |
| 2023 | Libera Awards                | Best Live/Livestream Act                         | US Tour 2022                             | Номинация | [ 44 ] [ 45 ] |
| 2023 | Libera Awards                | Best Remix                                       | «Too Late Now» (Soulwax Remix)           | Победа    | [ 44 ] [ 45 ] |
| 2023 | Libera Awards                | Video of the Year                                | «Ur Mom»                                 | Победа    | [ 44 ] [ 45 ] |